# Teboe
De Teboe, ook wel Teboetop, is een berg in het zuiden van Sipaliwini in Suriname. Hij ligt samen met de Magneetrots en de Roseveltpiek geïsoleerd langs het door de Wayana bewoonde gedeelte van de Tapanahony en heeft een hoogte van 374 meter.
De Magneetrots werd in augustus 1904 bezocht tijdens de Tapanahony-expeditie onder leiding van Alphons Franssen Herderschee.